# Бадра, Халед
Халед Бадра (араб. خالد بدرة‎; род. 8 апреля 1973, Кайруан, Кайруан) — тунисский футболист, защитник, и тренер.

## Клубная карьера
Профессиональную карьеру начал в 1994 году в клубе из родного города — «Кайруан». В этой команде Бадра заявил себя в качестве бескомпромиссного центрального защитника, который также может забивать со стандартов. В 1996 году, в возрасте 23 лет, был включен в состав сборной Туниса на Летних Олимпийских играх 1996 года в Атланте (США) и после этого его регулярно вызывали в сборную. Хорошие показатели на международной арене также хорошо сказывались в клубной карьере, где он помогал тунисскому клубу «Эсперанс» в завоевании национальных трофеев.
Бадра также играл в турецком «Денизлиспор» (Супер-лига), итальянском «Дженоа» (Серия B) и саудовском «Аль-Ахли» (Премьер-лига). В последнем в сезоне 2006/07 завершил карьеру.

## Карьера за сборную
Был участником двух «мундиалей» (1998 во Франции и 2002 в Южной Корее/Японии) и пяти Кубков африканских наций (1996, 1998, 2000, 2002 и 2004). На Кубке африканских наций 2004 в полуфинале Бадра запомнился многим двумя успешно реализованными пенальти в ворота Нигерии (один в основное время и другой в серии пенальти), но в финале турнира принять участие не смог из-за перебора желтых карточек.

## Достижения

### Клубные

#### «Эсперанс»
- Чемпион Туниса: 1997/98, 1998/99, 1999/00, 2002/03, 2003/04, 2005/06
- Обладатель Кубка Туниса: 1997, 1999
- Обладатель Кубка обладателей кубков КАФ: 1998
- Обладатель Кубка КАФ: 1997

#### «Аль-Ахли»
- Обладатель Кубка наследного принца Саудовской Аравии: 2002, 2007
- Чемпион Турнир принца Фейсала бин Фахада для арабских клубов: 2002
- Обладатель Кубка Саудовской Федерации футбола: 2007

### Сборная
- Обладатель Кубка африканских наций: 2004
- Финалист Кубка африканских наций: 1996